# 야슈야마베역
야슈야마베역(일본어: 野州山辺駅)은 일본 도치기현 아시카가시에 있는 역이다. 역 번호는 TI 16이다.

## 역사
- 1925년 7월 20일: 영업 개시.
- 1928년 2월 1일: 도부 가리야도 선(화물선 야슈야마베 ~ 가리야도 간 1.3 km) 개업.
- 1935년 7월 7일: 도부 가리야도 선 폐지.
- 1974년 4월 1일: 역 무인화, 간이 위탁 개시.
- 1980년 7월 23일: 고가화 완성.
- 2012년 3월 17일: TI 16의 역 번호 도입.

## 역 구조
섬식 승강장 1면 2선의 고가역이다. 매표기 등은 없고, 승차역증을 발권하고 도착역 등지에서 생산하는 시스템이 되고 있다. PASMO 대응 간이 개찰기가 설치되어 있다. 화장실은 역사 내에 있다.

### 타는 곳
| 번호 | 노선        | 방향 | 행선                                                                             |
| ---- | ----------- | ---- | -------------------------------------------------------------------------------- |
| 1    | 이세사키 선 | 상행 | 다테바야시・구키・ 도부 스카이트리 라인 기타센주・도쿄 스카이트리・아사쿠사 방면 |
| 2    | 이세사키 선 | 하행 | 오타 방면                                                                        |

## 역 주변
본 역 주변은 토지 구획 정리 사업이 진행되고 있으며 역 광장을 정비 중이다. 주변에는 대형 아파트 등도 건설되고 있다.
- 시모노쿠니이치샤하치만 궁
- 가도타도하 신사
- 아시카가 시립 야마노베 초등학교
- 아시카가 하치만 우체국
- 혼조 기념 병원
- 아킬레스 아시카가 제일 공장
- 야마구치 야마노베점
- 가와치 약품 아시카가니시점
- 군마 은행 아시카가미나미 지점
- 도치기 레저 랜드 아시카가점
- 도치기 현도 260호 미도리마치야마베 정거장

## 인접역
| 도부 철도 이세사키 선            | 도부 철도 이세사키 선          | 도부 철도 이세사키 선        |
| -------------------------------- | ------------------------------ | ---------------------------- |
| TI 15 아시카가시 다베바야시 방면 | ■ 구간 급행 ■ 구간 준급 ■ 보통 | 니라가와 TI 17 이세사키 방면 |